# Cutervo (tỉnh)
Tỉnh Cutervo (tiếng Tây Ban Nha: Provincia de Cutervo) là một tỉnh thuộc vùng Cajamarca của Peru. Tỉnh Cutervo có diện tích 3028 km², dân số thời điểm theo điều tra dân số ngày 11 tháng 7 năm 1993 là 143795 người. Tỉnh lỵ đóng ở Cutervo.